# York (Nebraska)
York je grad u američkoj saveznoj državi Nebraska. Prema popisu stanovništva iz 2010. u njemu je živjelo 7,766 stanovnika.